# اورکجاو
طبیعت اورک‌یِروه نام منطقه‌ای حفاظت شده و از جاذبه‌های گردشگری در شهرستان هاریو در شمال کشور استونی است. این منطقه دارای گونه‌های خاص و نادر جانوری و گیاهی می‌باشد که تحت محافظت ویژه هستند. این منطقه دارای برکه‌ها و دریاچه‌های متعددی است. اورکجاو به سه منطقه متفاوت تقسیم می‌شود.

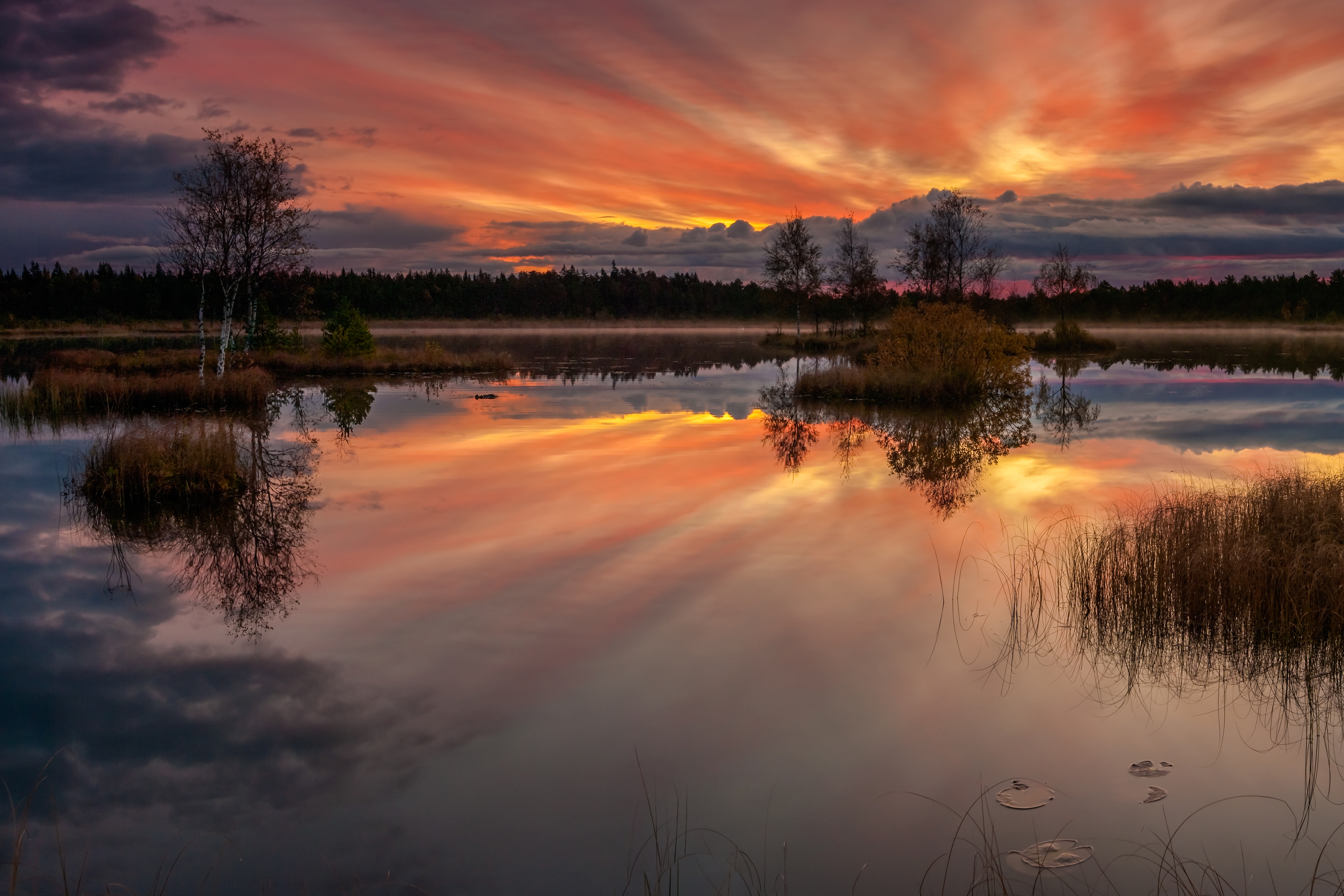
طلوع آفتاب در دریاچه لانما
در تصویر نور شدید در طلوع آفتاب که دارای رنگ‌های تند هستند، فقط در چند دقیقه توسط خورشید تابیده شدند.